# Komödie Wuppertal
Die Komödie Wuppertal (bis 2008 Comödie) ist ein Boulevardtheater im Wuppertaler Stadtteil Elberfeld. Sie stand von 1994 bis zur Schließung 2008 unter der Leitung des Schauspielers Jochen Schroeder und existierte neben Wuppertal an zwei zusätzlichen Bühnen in Bochum und Duisburg. Neben seinem schauspielerischen Einsatz fungierte Schroeder als Geschäftsführer und Intendant. Von Oktober 2016 bis Juli 2018 übernahm Cordula Polster die Leitung des Theaters. Im August 2018 übernahm der Wuppertaler Schauspieler Kristof Stößel die Leitung mit seinem Ensemble des KS Theaters. Seit dem 1. September 2018 läuft das Theater unter dem Namen Stößels Komödie Wuppertal.

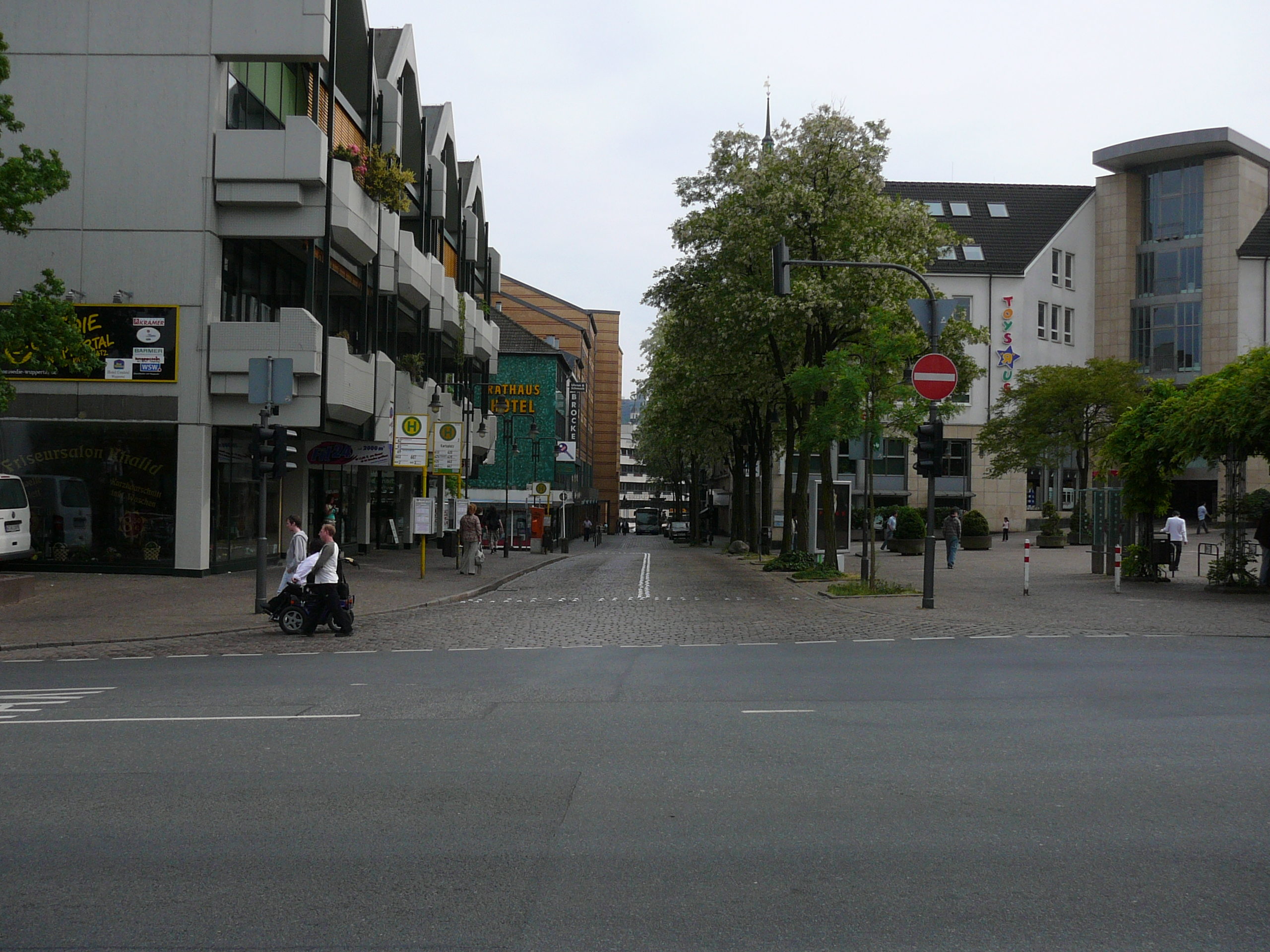
Links das Geschäftshaus mit der Comödie Wuppertal im Jahr 2007, mit dem Schriftzug der Comödie hinter dem Baum

Zum Ensemble zählten unter anderem die Schauspieler Klaus Dahlen, Insa Magdalena Steinhaus, Rolf Berg, Doris Otto, Christina Knebel, Tanja Szewczenko, Christa Rockstroh, Claus Thull-Emden, Sybille Waury, Britta Kohlhaas und Daniela Lebang.

## Wuppertal
Die „Comödie am Karlsplatz“ hatte ab 2003 einen Saal für 190 Zuschauer in den Räumen eines ehemaligen Supermarktes am Karlsplatz, der seinen Standort in die City-Arkaden Wuppertal verlagert hatte. Zwischen der Comödie und dem städtischen Theaterbetrieb, den Wuppertaler Bühnen, gab es bisweilen eine enge Zusammenarbeit. So durfte die Comödie 2004 im Schauspielhaus gastieren und auch Kostüme von dort ausleihen. Im Juni 2008 wurde der Betrieb in Wuppertal wegen Zahlungsschwierigkeiten als erster geschlossen.
Im Frühjahr 2016 wurde bekannt, dass die Comödie als Reaktion auf die prekäre Theatersituation in Wuppertal unter neuer Leitung wiedereröffnet wird. Der alte Theatersaal wurde dazu komplett umgebaut, saniert und mit neuer Bestuhlung versehen, nun finden dort 190 Zuschauer Platz. Ein neues gastronomisches Angebot sowie ein neues Ensemble sollen das Haus für Zuschauer attraktiver machen. Neue künstlerische Leiterin wurde die Stuttgarter Theaterdirektorin Cordula Polster. Am 8. Oktober 2016 wurde das in Komödie Wuppertal umbenannte Theater mit dem Stück Ein Bett für Vier wiedereröffnet.
Im Januar 2018 entschied Cordula Polster sich das Theater zu teilen. Dafür holte sie Kristof Stößel aus dem Theater im Tanzhaus ins Boot und beide Ensembles bespielten das Haus jeweils abwechselnd monatlich. Nach dem überraschenden Entschluss, durch Cordula Polster, zum 31. Juli 2018 das Theater aus wirtschaftlichen Gründen zu schließen übernahm Kristof Stößel die Leitung komplett. Seit dem 1. September 2018 heißt das Theater nun Stößels Komödie Wuppertal und etabliert sich führenden Boulevardtheater in Wuppertal.
Im September 2023 eröffnete die Komödie Wuppertal mit der Premiere und Uraufführung der Komödie Die Terrasse von Klaus Wirbitzky, der auch Regie führt.
Der neue Betreiber ist Ernst-Werner Quambusch, der auch der Theaterleiter ist. Zum 31. August 2025 wird der Spielort von Ernst-Werner Quambusch aufgegeben. Das Theater darf wegen Mängel der Brandschutzauflagen nicht länger bespielt werden, die Beseitigung erfordert zu hohe Kosten. Die „alte“ Spielstättevon Ernst-Werner Quambusch, das „Kammerspielchen“ in Solingen-Gräfrath wird weiterhin bespielt.
Ehemalige Standorte der Komödie waren
- Bochum: Hier inszenierte Schroeder seit 1994 in der einstigen Schulaula am Ostring. Nach 14 Jahren musste er nach den beiden anderen Standorten das Bochumer Haus ebenfalls wegen Zahlungsunfähigkeit schließen.[6]
- Duisburg

Die Comödie Duisburg im ehemaligen Europa-Kino wurde zeitgleich mit der Comödie Bochum geschlossen.